# Aerodynamische diameter
De aerodynamische diameter is een fysieke eigenschap van een deeltje in een gas, zoals lucht.
Deeltjes (zoals fijn stof) hebben gewoonlijk onregelmatige vormen, zodat het moeilijk is om vast te stellen wat precies hun grootte is. De aerodynamische diameter drukt uit hoe groot een perfect bolvormig deeltje met de eenheidsdichtheid (1 g/cm3) is dat met exact dezelfde eindsnelheid uitzakt als het onderzochte deeltje. Bij kleine deeltjes is de uitzaksnelheid (settling velocity) evenredig aan de aerodynamische diameter da:
{\displaystyle d_{a}=d_{g}{\sqrt {\frac {\rho }{X}}}}
waarin
da = aerodynamische diameter in meter
dg = geometrische diameter in meter
ρ = dichtheid in g/cm3
X = vormfactor (X = 1 voor bolvormige deeltjes).